# Fresnoy-en-Chaussée
Fresnoy-en-Chaussée is een gemeente in het Franse departement Somme (regio Hauts-de-France) en telt 107 inwoners (2009). De plaats maakt deel uit van het arrondissement Montdidier.

## Geografie
De oppervlakte van Fresnoy-en-Chaussée bedraagt 3,8 km², de bevolkingsdichtheid is dus 28,2 inwoners per km².
De onderstaande kaart toont de ligging van Fresnoy-en-Chaussée met de belangrijkste infrastructuur en aangrenzende gemeenten.

## Demografie
Onderstaande figuur toont het verloop van het inwonertal (bron: INSEE-tellingen).